# Квинмерак
Квинмерак — системный гербицид из группы хинолинов и карбоновых кислот. Был разработан концерном BASF в 1993 году.

## Получение
Квинмерак синтезируется в результате реакции 7-хлор-3,8-диметилхинолина с N-бромсукцинимидом в присутствии серной и соляной кислот.

## Использование
Квинмерак — почвенный гербицид эффективный против таких сложных сорняков как подмаренник цепкий, вероника и яснотка. Используется при выращивании зерновых, рапса и сахарной свёклы.
Квинмерак представляет собой синтетический ауксин, активирует АСС-синтазу. Тем самым он приходит к обогащению растительной ткани гормоном абсцизиновой кислотой. Она вызывает опадению листьев, торможению роста корня и повышенную транспирацию, что в сумме приводит к гибели растений.

## Утверждение
В Германии, Австрии и других странах ЕС квинмерак разрешён в качестве активного ингредиента средств защиты растений, но этот гербицид запрещён в Швейцарии.